# Traszka portugalska
Traszka portugalska (Lissotriton boscai) – gatunek płaza ogoniastego z rodziny salamandrowatych (Salamandridae). Endemit Półwyspu Iberyjskiego.

## Systematyka
Dawniej za synonim tego gatunku uznawano Lissotriton maltzani, jednak badania genetyczne z pierwszych dwóch dekad XXI wieku wykazały, że stanowią one odrębne gatunki.

## Występowanie
Występuje w Portugalii (poza jej południowo-zachodnią częścią) oraz w zachodniej i środkowej części Hiszpanii. Naturalnym środowiskiem występowania tej traszki są lasy klimatu umiarkowanego, zarośla, słodkowodne jeziora, rzeki i mokradła (również te okresowe), pola uprawne, parki itp.

## Status
W Czerwonej księdze gatunków zagrożonych IUCN płaz ten klasyfikowany jest jako gatunek najmniejszej troski (LC, ang. Least Concern).
Gatunek jest dość pospolity w dogodnym dla niego środowisku, jednak jego liczebność spada, zwłaszcza w centralnej Hiszpanii.
Płaz ten jest najbardziej zagrożony przez utratę stawów lęgowych spowodowaną osuszaniem na potrzeby rolnictwa i urbanizacji. Zagrażają mu też choroby i drapieżnictwo ze strony gatunków introdukowanych.